# Water Dance
『Water Dance』（ウォーター・ダンス）は、1994年1月21日にEpic/Sony RecordsからリリースしたT.UTUの2枚目のオリジナル・アルバム。

## 解説
本作では宇都宮隆と石井妥師（当時は石井恭史）が共同で作曲を手がけており、BOYO-BOZO名義となっている。これが今後同名のユニット結成へのきっかけとなる。
ほとんどの楽曲はBOYO-BOZO名義であるが、先行シングル「Angel」は旧知の西村麻聡が手掛けている。
1曲目「カーニバルの騎士たち」は翌年、BOYO-BOZOの2ndシングル「Bang! Bang! Bang!」のカップリングにalive mixとしてシングル・カットされた。
オリコンチャートで1位を獲得した。なお、宇都宮隆のソロ関連作品での1位獲得は、シングル、アルバムを通じて本作が唯一である。
アルバムのCDのレーベル面、背文字部分、ジャケットでは「T.UTU」と表記されているが、帯の背文字部分では「宇都宮隆」と表記されている。
後の2016年9月21日に発売されたベストアルバム『T.UTU with BAND all Songs Collection』には本作の収録曲が全て収録された。そのためか、単独でのリマスター再発売は現在に至るまで一度も行われていない (ただし各配信サイトにおける本作の単独配信は行われている)。

## 収録曲
| #         | タイトル                          | 作詞       | 作曲       | 編曲       | 時間  |
| --------- | --------------------------------- | ---------- | ---------- | ---------- | ----- |
| 1.        | 「カーニバルの騎士たち」          | 川村真澄   | BOYO-BOZO  | 西平彰     | 5:36  |
| 2.        | 「Angel」                         | 小室みつ子 | 西村麻聡   | 西平彰     | 4:44  |
| 3.        | 「Eternal Date」                  | 小室みつ子 | 石井恭史   | 石井恭史   | 4:51  |
| 4.        | 「Indian Runner」                 | 小室みつ子 | 澄川徹     | 西平彰     | 5:15  |
| 5.        | 「ゼロよりも少ない始まり」        | 小室みつ子 | MIYABI     | 土橋安騎夫 | 5:18  |
| 6.        | 「True」                          | 西尾佐栄子 | 土橋安騎夫 | 土橋安騎夫 | 5:19  |
| 7.        | 「合図」                          | 川村真澄   | BOYO-BOZO  | 西平彰     | 5:10  |
| 8.        | 「Water Dance I -Instrumental-」  |            | BOYO-BOZO  | BOYO-BOZO  | 0:34  |
| 9.        | 「1 1/2」                         | 川村真澄   | BOYO-BOZO  | 西平彰     | 5:04  |
| 10.       | 「Tear Drops」                    | 西尾佐栄子 | BOYO-BOZO  | 土橋安騎夫 | 4:56  |
| 11.       | 「Water Dance II -Instrumental-」 |            | BOYO-BOZO  | BOYO-BOZO  | 0:55  |
| 12.       | 「Rocket Girl」                   | 川村真澄   | BOYO-BOZO  | 土橋安騎夫 | 4:16  |
| 13.       | 「Cool Jam, Cool Mode」           | 石井恭史   | BOYO-BOZO  | 土橋安騎夫 | 5:04  |
| 合計時間: | 合計時間:                         | 合計時間:  | 合計時間:  | 合計時間:  | 57:02 |

## クレジット

### レコーディング・メンバー
カーニバルの騎士たち
- 是永巧一: Guitars
- 美久月千晴: Bass
- 青山純: Drums
- 西平彰: Keyboards
- 石井恭史: Chorus

Angel
- 今剛: Guitars
- 西平彰: Keyboards
- 坪倉唯子: Chorus
- 山根麻以: Chorus
- Derek Jackson : Chorus

Eternal Date
- 是永巧一: Guitars
- 石井恭史: Keyboards
- 山下努: Programming
- 斎藤誠: Chorus
- 村田和人: Chorus
- 山根栄子: Chorus

Indian Runner
- 是永巧一: Guitars
- 西平彰: Keyboards
- 斎藤誠: Chorus
- 村田和人: Chorus
- 山根栄子: Chorus
- 山根麻以: Chorus
- 澄川徹: Chorus

ゼロよりも少ない始まり
- 是永巧一: Guitars
- 高橋教之: Bass
- 山田亘: Drums
- 土橋安騎夫: Keyboards
- 大山曜: Programming
- 斎藤誠: Chorus
- 村田和人: Chorus
- さかいりえこ: Chorus
- MIYABI : Chorus

True
- 是永巧一: Guitars
- 高橋教之: Bass
- 山田亘: Drums
- 土橋安騎夫: Keyboards, Chorus
- 大山曜: Programming
- 斎藤誠: Chorus

合図
- 是永巧一: Guitars
- 西平彰: Keyboards
- 石井恭史: Chorus

Water Dance I
- 石井恭史: Keyboards
- 山下努: Programming

1 1/2
- 今剛: Guitars
- 西平彰: Keyboards
- 斎藤誠: Chorus
- 村田和人: Chorus
- 石井恭史: Chorus

Tear Drops
- 是永巧一: Guitars
- 高橋教之: Bass
- 山田亘: Drums
- 土橋安騎夫: Keyboards
- 帆足哲明: Percussion
- やぎのぶあき: Harp
- 斎藤誠: Chorus
- 安部恭弘: Chorus

Water Dance II
- 石井恭史: Keyboards
- 山下努: Programming

Rocket Girl
- 是永巧一: Guitars
- 高橋教之: Bass
- 山田亘: Drums
- 土橋安騎夫: Keyboards
- 大山曜: Programming
- 石井恭史: Chorus

Cool Jam, Cool Mode
- 是永巧一: Guitars
- 高橋教之: Bass
- 山田亘: Drums
- 土橋安騎夫: Keyboards
- 大山曜: Programming
- 斎藤誠: Chorus
- 村田和人: Chorus
- 山根栄子: Chorus
- 石井恭史: Chorus

### スタッフ
- Produced: T.UTU, 大原正裕
- Executive Producer: 小坂洋二
- Mixed: 伊東俊郎(#2以外), 坂元達也(#2)
- Recorded: 伊東俊郎, なかむらえつこ, 伊藤隆司, ごとうまさし
- Mastered: 伊東俊郎
- Art Direction, Design: 高橋伸明
- Design: くぼあきひろ
- Photography: ほんまたかし